# Iyaz
Keidran Jones, plus connu sous son nom de scène Iyaz, est un chanteur britannique de RnB, né le 15 avril 1987 à Tortola aux Îles Vierges britanniques. Ce chanteur notamment connu pour sa chanson Replay (en) qui a atteint la deuxième place sur le Billboard Hot 100 en 2009. Il a aussi connu un grand succès avec des musiques tel que : Solo, So Big ou encore Pyramid. Il a aussi produit des musiques avec David Guetta (Last Forever) en 2011 suivies d'une collaboration avec Big Time Rush dans le titre If I Ruled The World la même année. Il est aussi parmi les fondateurs du groupe ODB avec lequel il a pu enregistrer des titres comme Turnin Me On, Please Don't Love Me.

## Biographie
Sa chanson Replay a atteint la deuxième place du Billboard Hot 100 en 2009. En décembre 2009, Replay a été classé premier au classement du Billboard Pop Songs. Elle a également été numéro un du UK Singles Chart le 10 janvier 2010. Né dans une famille de musiciens, il a grandi à Tortola dans les Îles Vierges britanniques, où il a étudié la musique.
Sean Kingston a découvert Iyaz par sa page MySpace en 2008. Iyaz ignora les premiers messages que Sean Kingston lui envoya, pensant à une blague. Mais après trois messages de plus, il se décida à répondre et signa peu après un contrat avec le label Time Is Money/Beluga Heights qui appartient à Warner Bros. Records. Sean Kingston lui présenta ensuite le producteur J. R. Rotem et Steve Lobel. Replay est son premier single, il en a aussi fait un remix avec Flo Rida.
Il a aussi fait une apparition dans Hannah Montana Forever dans son propre rôle avec qui Miley Cyrus enregistre un CD dans la série.

## Discographie

### Albums studio
| Titre  | Détails de l'album                                                                               | Meilleure position | Meilleure position | Meilleure position | Meilleure position | Meilleure position |
| Titre  | Détails de l'album                                                                               | R-U                | BE-W               | GRÈ                | P-B                | SUI                |
| ------ | ------------------------------------------------------------------------------------------------ | ------------------ | ------------------ | ------------------ | ------------------ | ------------------ |
| Replay | - Sortie : 4 juin 2010 - Labels : Beluga Heights, Reprise - Formats : CD, téléchargement digital | 26                 | 68                 | 18                 | 61                 | 35                 |
| Aurora | - Sortie : 8 avril 2015 - Formats : téléchargement digital                                       | —                  | —                  | —                  | —                  | —                  |

### Singles
| Titre                                 | Année | Meilleure position | Meilleure position | Meilleure position | Meilleure position | Meilleure position | Meilleure position | Meilleure position | Meilleure position | Meilleure position | Meilleure position | Certifications                                                                            | Album  |
| Titre                                 | Année | R-U                | États-Unis         | AUS                | CAN                | FRA                | ALL                | AUT                | IRL                | P-B                | N-Z                | Certifications                                                                            | Album  |
| ------------------------------------- | ----- | ------------------ | ------------------ | ------------------ | ------------------ | ------------------ | ------------------ | ------------------ | ------------------ | ------------------ | ------------------ | ----------------------------------------------------------------------------------------- | ------ |
| Replay                                | 2009  | 1                  | 2                  | 1                  | 5                  | 7                  | 7                  | 3                  | 2                  | 2                  | 2                  | - AUS : 3 × Platine - ALL : Or - ITA : Platine - N-Z : Platine - États-Unis : 3 × Platine | Replay |
| Solo                                  | 2010  | 3                  | 32                 | 48                 | 54                 | —                  | 25                 | 28                 | 26                 | 20                 | 35                 | - États-Unis : Or                                                                         | Replay |
| So Big                                | 2010  | 40                 | —                  | —                  | —                  | —                  | —                  | —                  | 46                 | —                  | —                  |                                                                                           | Replay |
| Pretty Girls (featuring Travie McCoy) | 2011  | —                  | 43                 | —                  | —                  | —                  | —                  | —                  | —                  | —                  | —                  |                                                                                           | Aucun  |
| One Million                           | 2015  | —                  | —                  | —                  | —                  | —                  | —                  | —                  | —                  | —                  | —                  |                                                                                           | Aurora |

### Singles en featuring
| Titre                                                        | Année | Meilleure position | Meilleure position | Meilleure position | Meilleure position | Meilleure position | Meilleure position | Album                  |
| Titre                                                        | Année | États-Unis         | AUS                | CAN                | États-Unis (dance) | R-U                | FRA                | Album                  |
| ------------------------------------------------------------ | ----- | ------------------ | ------------------ | ------------------ | ------------------ | ------------------ | ------------------ | ---------------------- |
| Pyramid (Charice featuring Iyaz)                             | 2010  | 56                 | 45                 | 41                 | 1                  | 17                 | —                  | Charice                |
| Break My Bank (New Boyz featuring Iyaz)                      | 2010  | 68                 | —                  | —                  | —                  | —                  | —                  | Too Cool to Care       |
| The Mack (Mann featuring Iyaz et Snoop Dogg)                 | 2011  | —                  | 68                 | —                  | —                  | 28                 | —                  | Mann's World           |
| Gonna Get This (Hannah Montana featuring Iyaz)               | 2011  | 66                 | —                  | —                  | —                  | —                  | —                  | Hannah Montana Forever |
| You're My Only Shorty (Demi Lovato featuring Iyaz)           | 2011  | —                  | —                  | —                  | —                  | —                  | —                  | NC                     |
| Fight for You (Stevie Hoang featuring Iyaz)                  | 2011  | —                  | —                  | —                  | —                  | —                  | —                  | NC                     |
| If I Ruled The World (Big Time Rush featuring Iyaz)          | 2011  | —                  | —                  | —                  | —                  | —                  | —                  | Elevate                |
| Slow Motion (Lee.M et J. Pearl featuring Iyaz et Snoop Dogg) | 2012  | —                  | —                  | —                  | —                  | —                  | —                  | NC                     |
| Run This Town (Luna featuring Iyaz)                          | 2017  | —                  | —                  | —                  | —                  | —                  | 108                | NC                     |

## Filmographie
| Année | Nom du film (ou de la série) | Rôle     | Remarques                  |
| ----- | ---------------------------- | -------- | -------------------------- |
| 2010  | Hannah Montana Forever       | Lui-même | Réalisée avec Miley Cyrus. |
| 2011  | Sketches à gogo !            | Lui-même | Jouant avec Mann.          |
| 2011  | Silent Library               | Lui-même | Joué avec New Boyz.        |

## Nominations
| Année | Nomination du show           | Nommé pour                                         | Résultats |
| ----- | ---------------------------- | -------------------------------------------------- | --------- |
| 2011  | MTV Video Music Awards Japan | Meilleur clip de Reggae - (Replay)                 | Lauréat   |
| 2011  | BMI Pop Music Awards         | Les 50 meilleures performances de l'année (Replay) | Lauréat   |